# Stilipes macquariensis
Stilipes macquariensis is een vlokreeftensoort uit de familie van de Stilipedidae. De wetenschappelijke naam van de soort is voor het eerst geldig gepubliceerd in 2003 door Jørgen Berge.